# Johann Peter Theodor Nehrlich

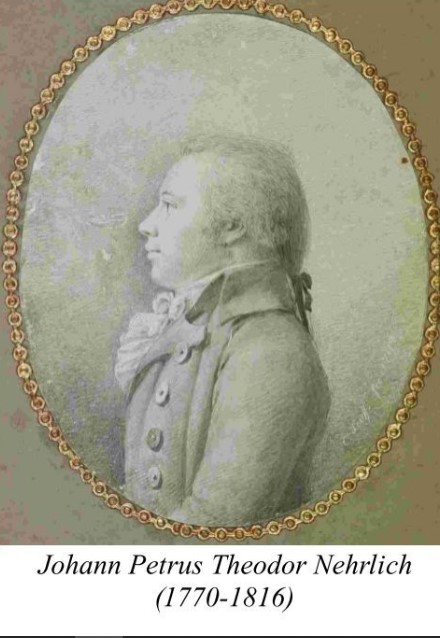
Porträtt från familjens arkiv

Johann Peter Theodor Nehrlich, född 1770 i Erfurt, död 1817 i Moskva, var en tysk tonsättare.
Nehrlich var elev till Carl Philipp Emanuel Bach. Han blev musiklärare, klavervirtuos och tonsättare av högt anseende i Moskva. Nehrlich skrev klaverkompositioner och sånger. 